# Stălinești, Ocnița
Stălinești este un sat în comuna Corestăuți, raionul Ocnița (nord-estul Republicii Moldova). Fondat în prima jumătate a sec. XX, locuitorii săi fiind la origine țărani cu puțin pămînt din comuna Stălinești din raionul Noua Suliță din regiunea Cernăuți (Ucraina), cărora li s-a oferit aici pământ de către statul român. În 2004 mai avea doar câțiva locuitori, preponderent în vârstă, o mare parte a gospodăriilor fiind abandonate. Conform recensământului din 2014, satul a rămas fără locuitori.